# Schönborn (Familienname)
Schönborn ist ein Familienname, der vor allem im deutschsprachigen Raum vorkommt.

## Namensträger
- Adolf Schönborn (* 1924), deutscher Fußballspieler
- Albrecht von Alvensleben-Schönborn (1848–1928), deutscher Adliger und Kammerherr
- Alexander von Schönborn (1924–2011), deutscher Biologe
- Anna Schönborn (1880–1957), deutsche Pädagogin
- August Schönborn (1827–1902), deutsch-amerikanischer Architekt
- Bartholomäus Schönborn (1530–1585), deutscher Mathematiker, Astronom, Philologe, Physiker und Mediziner
- Carl Schönborn, siehe Karl Schönborn
- Christoph Schönborn (* 1945), österreichischer Geistlicher, emeritierter Erzbischof von Wien
- Clemens Schönborn (* 1967), deutscher Regisseur und Drehbuchautor
- Clemens August von Schönborn-Wiesentheid (1810–1877), deutscher Politiker, MdR
- Damian Hugo Philipp von Schönborn-Buchheim (1676–1743), Kardinal und Fürstbischof von Speyer und Konstanz
- Eleonore Schönborn (1920–2022), österreichische Prokuristin, Mutter von Christoph Kardinal Schönborn
- Erich Schönborn (1886–1971), deutscher Offizier, Redakteur und Sportfunktionär
- Erwein Damian Hugo von Schönborn (1812–1881), erbliches Mitglied des Herrenhauses des österreichischen Reichsrates
- Erwin Schönborn (1914–1989), deutscher Verleger
- Eugen Franz Erwein von Schönborn (1727–1801), Geheimer Rat und Oberst-Erbtruchseß von Österreich
- Franz Erwein von Schönborn-Wiesentheid (1776–1840), deutscher Kunstsammler, Erbauer des Schlosses Gaibach
- Franz Georg von Schönborn (1682–1756), Kurfürst-Erzbischof von Trier und Fürstbischof von Worms
- Franziskus von Paula Schönborn (1844–1899), Kardinal und Erzbischof von Prag
- Friedrich von Schönborn (Politiker) (1841–1907), österreichischer Politiker
- Friedrich Carl von Schönborn-Wiesentheid (1847–1913), deutscher Politiker, Reichstagsabgeordneter
- Friedrich Karl von Schönborn-Buchheim (1674–1746), deutscher Politiker und Fürstbischof von Würzburg und Bamberg
- Gottlob Friedrich Ernst Schönborn (1737–1817), deutscher Diplomat
- Hugo-Damian Schönborn (1916–1979), sudetendeutscher Maler
- Hugo Damian Erwein von Schönborn-Wiesentheid (1738–1817), deutscher Landesherr
- Johann Georg von Schönborn († 1587), Johanniterritter
- Johann Philipp von Schönborn (1605–1673), Kurfürst-Erzbischof von Mainz und Fürstbischof von Würzburg und Worms
- Johann Philipp Franz von Schönborn (1673–1724), Fürstbischof von Würzburg
- Joseph Franz Bonaventura von Schönborn-Wiesentheid (1708–1772), deutscher Landesherr
- Julius August Schönborn (1801–1857), deutscher Klassischer Philologe, Lehrer und Forschungsreisender
- Karl Schönborn (1840–1906), deutscher Chirurg und Hochschullehrer
- Karl von Schönborn (1840–1908), österreichischer Politiker und Großgrundbesitzer
- Karl Gottlob Schönborn (Carl Schönborn; 1803–1869), deutscher Klassischer Philologe, Germanist und Lehrer
- Lilli Schoenborn (1898–1987), deutsche Schauspielerin und Synchronsprecherin
- Lothar Franz von Schönborn (1655–1729), Bischof von Bamberg und Kurfürst-Erzbischof von Mainz
- Maria Eleonore von Schönborn (1680–1718), Gräfin von Wiesentheid, siehe Maria Eleonore von Dernbach
- Max-Josef Schönborn (* 1994), deutscher Szenenbildner
- Meinolf Schönborn (* 1955), deutscher Rechtsextremist
- Melchior Friedrich von Schönborn-Buchheim (1644–1717), Adliger, Hofbeamter und Politiker
- Michael Schönborn (* 1954), österreichischer Schauspieler
- Olaf Schönborn (* 1967), deutscher Jazzmusiker
- Philipp Schönborn (* 1943), österreichischer Fotograf
- Philipp Erwein von Schönborn (1607–1668), Oberamtmann
- Rainer Schönborn (Fußballspieler) (* 1941), deutscher Fußballspieler (DDR)
- Rainer Schönborn (Eiskunstläufer) (* 1962), deutscher Eiskunstläufer
- Ralf Schönborn (* 1966), deutscher Politiker (AfD), MdL Rheinland-Pfalz
- Richard Schönborn (1878–1957), deutscher Politiker (Zentrum, CDU), MdR
- Rudolf Franz Erwein von Schönborn (1677–1754), deutscher Politiker und Diplomat
- Sibylle Schönborn (* 1954), deutsche Germanistin
- Sophie Therese Walpurgis von Schönborn-Wiesentheid (1772–1810), Ehefrau von Philipp von der Leyen (1766–1829)
- Tim Schönborn (* 1990), deutscher Basketballspieler